# Tuba romana

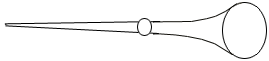
A tuba romana.

A tuba romana é um instrumento musical de bronze, um trompete arcaico, que era usado pelo exército da Roma Antiga; juntamente com a bucina era usada para transmitir os sinais da infantaria, em festas, jogos e funerais.
Mede por volta de 1,2 metro de comprimento; tem origem etrusca e é semelhante ao instrumento grego chamado salpinge. Tinha um bocal de bronze ou marfim.
O som da tuba romana é muito diferente do som da tuba moderna.